# Masahiro Ishii

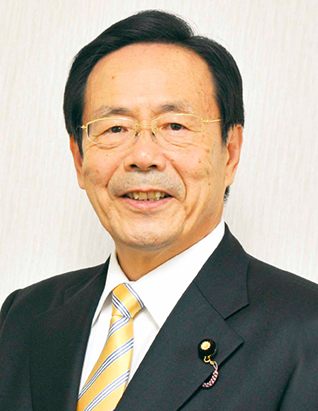
Masahiro Ishii, 2021

Masahiro Ishii (jap. 石井 正弘 Ishii Masahiro; * 29. November 1945 im Jōtō-gun (heute Okayama-shi), Okayama-ken) ist ein japanischer Politiker der Liberaldemokratischen Partei (LDP) und seit 2013 Abgeordneter im Oberhaus für Okayama. Von 1996 bis 2012 war er Gouverneur von Okayama.
Ishii schloss 1969 sein Studium an der rechtswissenschaftlichen Fakultät der Universität Tokio ab und wurde anschließend Beamter im Bauministerium. 1996 beendete er seine Beamtenlaufbahn und wandte sich der Politik zu, als sich in seiner Heimatpräfektur Okayama Gouverneur Shirō Nagano nach 24 Jahren aus dem Amt zurückzog.
Bei der Gouverneurswahl im Oktober 1996 hatte Ishii die Unterstützung der Liberaldemokratischen Partei. Wichtigster Gegenkandidat war der NFP-gestützte ehemalige nationale Abgeordnete Satsuki Eda, außerdem kandidierten ein Kommunist und der nationalistische Unabhängige Kiyoshi Tsujiyama, der später als „Dauerkandidat“ noch bei zahlreichen Präfektur- und Kommunalwahlen antrat. Bei einer relativ hohen Wahlbeteiligung von 62 Prozent erhielt Ishii nicht ganz 6.000 Stimmen (0,6 % Anteil) mehr als sein Konkurrent Eda. Seither wurde er dreimal mit breiter Unterstützung aus den großen Parteien jeweils gegen nur einen KPJ-gestützten Herausforderer wiedergewählt. Zur Gouverneurswahl 2012 zog er sich zurück, zu seinem Nachfolger wurde Ryūta Ibaragi gewählt.
Bei der Oberhauswahl 2013 kandidierte Ishii in Okayama (ein Mandat pro Wahl) für die LDP mit Kōmeitō-Unterstützung. Mit 65,5 % der Stimmen setzte er sich deutlich gegen den ehemaligen Unterhausabgeordneten Takashi Takai (parteilos mit Unterstützung von DPJ, SDP und Midori no Kaze), der 24,1 % der Stimmen erhielt, und zwei weitere Kandidaten durch. 2019 wurde er mit knapp 60 % der Stimmen wiedergewählt.